# Cursus honorum
Il cursus honorum era l'ordine sequenziale degli uffici pubblici tenuti dall'aspirante politico sia durante il periodo repubblicano, sia nei primi due secoli dell'Impero romano.
Fu creato inizialmente per gli uomini di rango senatoriale. Poi sotto l'alto Impero, essendo i cittadini divisi in tre classi (patrizi, equestri e plebei), i membri di ciascuna classe potevano fare una ben distinta carriera politica (cursus honorum). Le magistrature tradizionali erano disponibili solo per i cittadini dell'ordine senatorio. Le magistrature che sopravvissero alla fine della Repubblica erano, in ordine di importanza nel cursus honorum: il consolato, la pretura, il tribunato plebeo, l'edilità, la questura e il tribunato militare.
Il cursus honorum conteneva un insieme sia di cariche politiche che militari. Ogni ufficio aveva un'età minima per l'elezione, ed un intervallo minimo per ottenere la carica successiva, oltre a leggi che proibivano di reiterare un particolare ufficio. Queste regole cominciarono ad essere alterate e poi ignorate nel corso dell'ultimo secolo della Repubblica. Per esempio, Mario fu console per cinque anni consecutivi tra il 104 e il 100 a.C.
Presentati ufficialmente come opportunità per un servizio pubblico, gli uffici vennero spesso trasformati in vere occasioni di auto gratificazione. Dopo le riforme di Lucio Cornelio Silla fu richiesto un intervallo di dieci anni per concorrere un'altra volta allo stesso ufficio.
Aver tenuto ogni carica all'età più giovane possibile (in suo anno) era considerato un grande successo politico, poiché mancare la pretura a 39 anni significava che si sarebbe potuti diventare console solo dopo i 42. Marco Tullio Cicerone espresse il suo estremo orgoglio, non solo per essere un homo novus ("uomo nuovo", ovvero colui che, primo nella sua famiglia e non appartenente alla nobilitas, ricopriva cariche curuli) per essere divenuto console, anche se nessuno dei suoi antenati aveva mai ricoperto prima di lui tale carica, ma anche per aver ricoperto la carica "nel giusto anno", ovvero nell'anno "più giovane possibile" (che a quel tempo era di 42 anni).

## Epoca repubblicana
Nella Roma repubblicana non c'era nulla che assomigliasse ad un moderno partito politico. I candidati erano scelti per la reputazione personale e per quella della loro famiglia (gens). I candidati che provenivano dalle famiglie più antiche erano favoriti poiché potevano usare l'influenza dei loro antenati per la propria propaganda elettorale.

### Servizio e tribunato militare
Il cursus honorum cominciava ufficialmente con dieci anni di servizio militare (a partire dal compimento del diciassettesimo anno d'età) tra gli equites (cavalieri), e i plebei (fino alla seconda guerra punica anche i patrizi), e il generale poteva essere un parente o un amico di famiglia nel caso di senatori ed equestri: il nepotismo non veniva condannato, era anzi parte integrante del sistema. Questi dieci anni erano considerati obbligatori per essere qualificato ad un incarico politico, ma in pratica la regola non era applicata rigidamente. Nel corso di questi anni di servizio militare, attorno all'età di vent'anni, alcuni riuscivano a ricoprire la carica, molto ambita, di tribuno militare. In seguito alla riforma mariana dell'esercito romano (107 a.C.), i sei tribuni appartenenti a ciascuna legione agivano come ufficiali dello stato maggiore, affiancando il legatus legionis nelle sue decisioni. Tale incarico durava normalmente due o tre anni. I passaggi successivi del cursus honorum erano realizzati tramite elezioni dirette che si svolgevano annualmente.

### Magistrature ordinarie inferiori

#### Questura
Il secondo gradino del cursus era quello di questore (quaestor), che era considerato come il grado più basso di tutte le maggiori cariche politiche romane. I candidati dovevano avere almeno 30 anni (con la riforma di Augusto almeno 25 anni). Tuttavia i patrizi potevano anticipare la loro candidatura di due anni, sia per questa, sia per le altre cariche. I questori erano eletti dai Comitia tributa, normalmente prestavano assistenza sia ai consoli a Roma (e chiamati perciò urbani), occupandosi dell'amministrazione del tesoro pubblico (l'aerarium Saturni, vale a dire delle entrate ed uscite finanziarie); oltre a dare assistenza ai governatori provinciali, nelle attività finanziarie come loro segretari, come l'allocazione delle risorse o il pagamento delle armate provinciali. I questori potevano emettere denaro pubblico per particolari necessità, solo se erano stati precedentemente autorizzati a farlo da parte del Senato. Erano, quindi, assistiti da numerosi scriba, che collaboravano nel gestire la contabilità del tesoro centrale o provinciale. Il tesoro costituiva un enorme deposito sia per i documenti sia per le riserve monetarie. Non a caso i testi delle leggi emanate o anche i decreti del Senato romano (senatus consultum), erano depositati nel tesoro sotto la custodia dei questori. Venti questori servivano nella amministrazione finanziaria, sia a Roma, sia come aiutanti dei governatori provinciali. L'elezione a questore portava con sé, a partire dalla tarda repubblica, l'automatica ammissione tra i membri del Senato. Un questore poteva indossare la toga praetexta (con una larga fascia che bordava la tunica), ma non veniva scortato da littori e neppure disponeva di imperium.
Il questore si occupava dell'amministrazione del tesoro pubblico.

#### Edilità

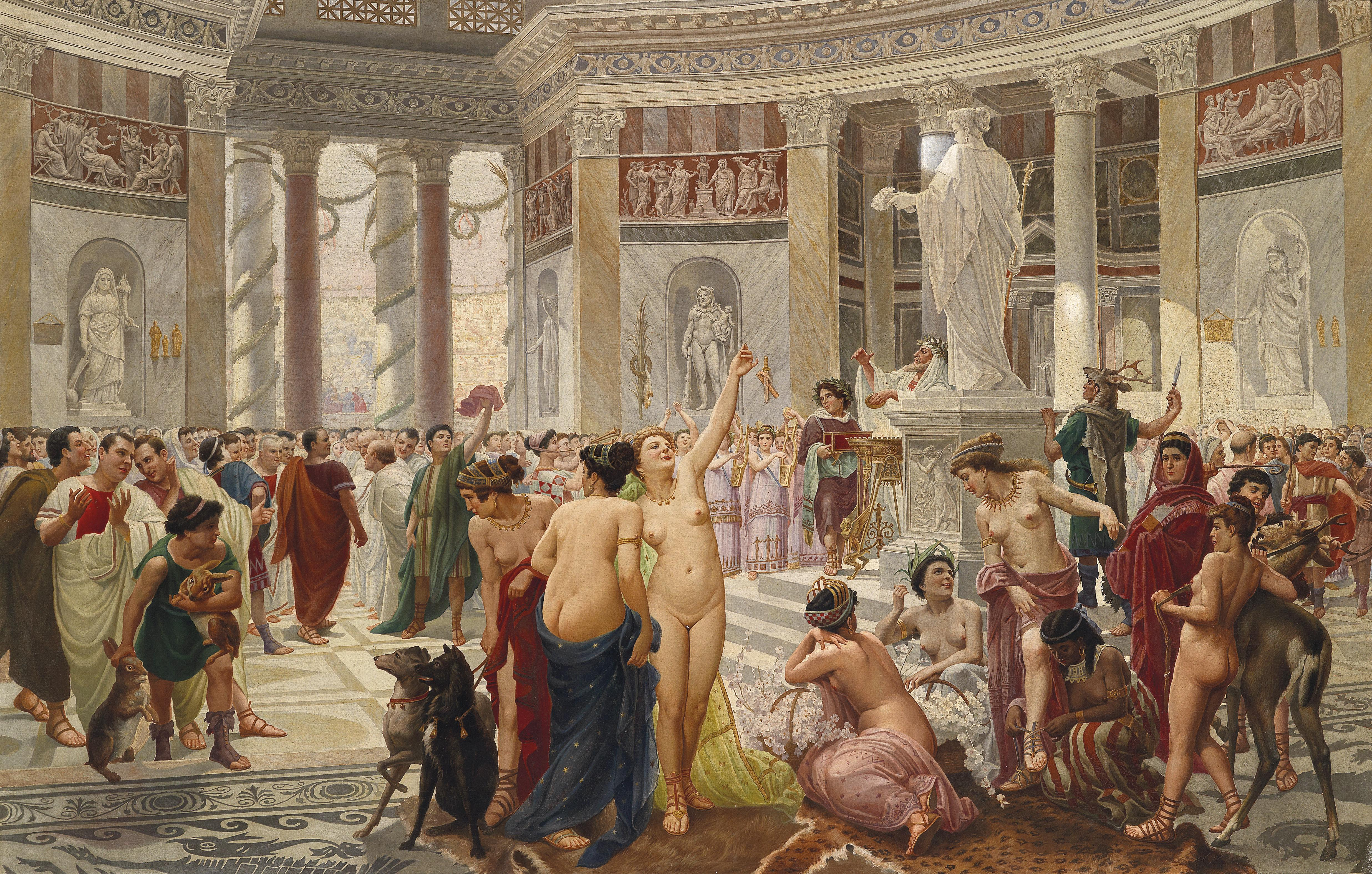
Rappresentazione della festività dei floralia, organizzata dagli edili plebei a Roma.

A 36 anni, gli ex questori si potevano candidare per l'elezione ad una delle quattro cariche di edile (aedilis). Gli edili erano magistrati eletti per condurre gli affari interni di Roma, e spesso collaboravano con le più alte cariche magistratuali. Questa carica non rientrava nel cursus honorum. Questo passaggio risultava, pertanto, facoltativo. Ogni anno, venivano eletti due edili curuli (formati dal 367/366 a.C.) e due edili plebei (dal 471 a.C.). I comitia tributa, sotto la presidenza di un magistrato di grado più elevato (un console o un pretore), eleggevano i due edili curuli, i quali disponevano entrambi di una sedia curule, ma non dei littori e neppure del potere di coercitio. Il Concilium plebis, invece, sotto la presidenza di un tribuno della plebe, eleggeva i due edili plebei.
Tutti gli edili avevano ampi poteri sugli affari giornalieri interni alla città di Roma come, riparare e preservare i templi (da cui deriverebbe il loro titolo, dal latino aedes = "tempio") e gli altri edifici pubblici (in collaborazione con gli eventuali censori, che avevano funzioni similari); organizzare i giochi (ludi) e feste (festività romane) e guadagnandosi una buona dose di popolarità per il prosieguo della carriera; occuparsi di fognature, acquedotti e di approvvigionamenti della città di Roma; sovrintendere ai mercati cittadini; servire come giudici nell'ambito degli affari commerciali; mantenere l'ordine pubblico; conservare ed aggiornare i registri pubblici; emettere pubblici editti. Ogni spesa pubblica fatta da un edile curule o da un edile plebeo, doveva però essere autorizzata dal Senato.

#### Tribunato della plebe

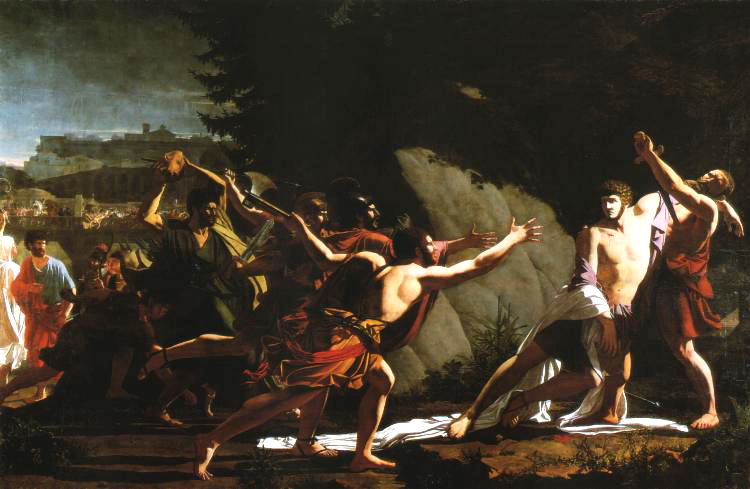
Morte di Gaio Sempronio Gracco, tribuno della plebe (dipinto di Jean-Baptiste Topino-Lebrun, 1792).

La carica di tribuno della plebe (tribunus plebis) era un passo importante nella carriera politica di un plebeo, anche se non faceva parte del cursus honorum. Erano infatti eletti dal Concilium plebis, piuttosto che dall'intero popolo di Roma (che comprendeva anche i patrizi). Ciò determinava che non fossero considerati dei veri e propri magistrati e che non disponessero della maior potestas. Il termine "magistrato plebeo" (Magistratus plebeii) risulterebbe, pertanto, un uso improprio del termine. Il tribunato fu il primo ufficio creato per tutelare i diritti dei cittadini comuni (plebei). I tribuni erano, pertanto, considerati dei rappresentanti del popolo, in modo che potessero esercitare un controllo popolare sugli atti del Senato (attraverso il loro potere di veto), salvaguardando anche la libertà civile di tutti i cittadini romani. Verso il periodo medio repubblicano, tuttavia, molti plebei risultarono talvolta più ricchi e potenti dei patrizi.
Dal momento che i tribuni erano considerati l'incarnazione del ceto medio-basso (i plebei), erano per definizione sacrosanti. La loro sacrosantitas era rafforzata da un impegno, preso con i plebei, di uccidere chiunque avesse danneggiato o interferito con un tribuno durante il suo mandato. I poteri dei tribuni derivavano dalla loro sacrosanctitas. Un'ovvia conseguenza di ciò fu che si considerava un'offesa capitale danneggiare un tribuno, l'ignorare il suo veto, o l'interferire con lui. La sacrosanctitas di un tribuno (e quindi anche tutti i suoi poteri giuridici) avevano effetto solo nella città di Roma. Se il tribuno era fuori dalle mura cittadine, i plebei in Roma non potevano far valere il loro giuramento di uccidere qualsiasi persona avesse danneggiato o interferito con il tribuno. Se un magistrato, un'assemblea o il Senato, non rispettavano le disposizioni di tribuno, quest'ultimo poteva interporre la sacrosanctitas della sua persona (intercessio) per fermare quella particolare azione.
Qualsiasi resistenza contro il tribuno equivaleva ad una violazione della sua figura sacra, e comportava la pena di morte. La loro mancanza di poteri magistratuali li rendeva indipendenti da tutti gli altri magistrati, tanto che nessun altro magistrato poteva porre il proprio veto contro un tribuno. In un paio di rare occasioni (ad esempio durante il tribunato di Tiberio Gracco), un tribuno poté utilizzare una forma di veto estremamente ampio su tutte le funzioni governative. E mentre un tribuno poteva porre il proprio veto contro ogni atto del Senato, assemblee o magistrati, poteva solo porre il veto alla legge, non alle misure procedurali vere e proprie. Per questi motivi, doveva essere fisicamente presente quando l'atto era presentato. Non appena il tribuno non era più presente, l'atto poteva essere completato, come se non fosse mai stato posto un veto.
Il controllo sul potere del magistrato (coercitio) era la provocatio, una prima forma di un giusto processo (habeas corpus). Ogni cittadino romano aveva il diritto assoluto di impugnare qualsiasi decisione di un magistrato, davanti ad un tribuno della plebe. In questo caso i cittadini potevano invocare la formula giuridica della provocatio ad populum, che richiedeva al magistrato di attendere che un tribuno intervenisse, e prendesse una decisione. Qualche volta, il caso era portato davanti al collegio dei tribuni, e qualche altra volta davanti al concilio della Plebe (assemblea popolare). Dal momento che nessun tribuno poteva mantenere i suoi poteri al di fuori della città di Roma, qui il potere di coercizione era assoluto. Un ulteriore controllo sul potere di un magistrato era quello chiamato di provincia, che richiedeva una divisione delle responsabilità.
La rilevanza che ebbero per l'assoluta inviolabilità della persona del tribuno (tale norma sacra fu violata solo in occasione dell'assassinio di uno dei Gracchi) fu il motivo per il quale, in epoca imperiale, l'imperator faceva in modo di farsi attribuire senza soluzione di continuità la tribunicia potestas, oltre al ruolo ufficiale di difensore della componente più debole della società libera romana.

### Magistrature ordinarie superiori

#### Pretura
Sei pretori (praetores) erano eletti tra gli uomini di almeno 39 anni (con la riforma augustea dell'esercito romano almeno 30 anni). Avevano principalmente responsabilità giudiziarie a Roma, potevano anche comandare le armate provinciali ed eventualmente presiedevano i tribunali. Di solito si candidavano con i consoli di fronte all'assemblea dei comizi centuriati. Dopo essere stati eletti, gli veniva conferito l'imperium dall'assemblea. In assenza di entrambi i consoli dalla città, prior e posterior, il pretore urbano governava Roma, e presiedeva l'assemblea del Senato e le altre assemblee romane. Altri pretori avevano responsabilità all'estero, e spesso agivano come governatori di provincia. Fino a quando i pretori tenevano l'imperium, potevano comandare un esercito.

#### Consolato

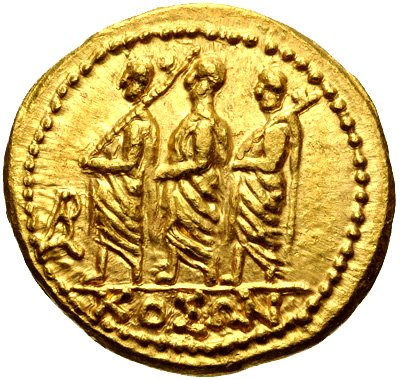
Moneta raffigurante un console accompagnato da due littori.

La carica di console (consul) era la più prestigiosa di tutte e rappresentava il vertice della carriera repubblicana. L'età minima era 42 anni (con la riforma augustea fu ridotta a 33 anni). I nomi dei due consoli eletti identificavano l'anno (Fasti consulares). I due consoli della Repubblica erano i più alti in grado tra i magistrati ordinari; erano eletti ogni anno (da gennaio a dicembre) dai comizi centuriati e detenevano il supremo potere sia in materia civile sia militare. Dopo la loro elezione, ottenevano l'imperium dall'assemblea. Se un console moriva durante l'anno in carica, un altro console (consul suffectus), veniva eletto per completare la durata del mandato. Durante l'anno, uno dei due consoli era superiore in grado rispetto all'altro, e questa graduatoria tra i due Consoli veniva capovolta ogni mese. Una volta terminato il mandato, deteneva il titolo onorifico di "consulare" in senato, ma doveva attendere dieci anni prima di poter essere rieletto nuovamente al consolato..
I consoli avevano il potere supremo sia in materia civile sia in quella militare, e ciò era dovuto in parte al fatto che erano i magistrati ordinari più alti in grado e quindi con maggior Imperium (potere di comando). A Roma, il console era a capo del governo romano e, poiché rappresentava la massima autorità di governo, anche di tutta una serie di funzionari e magistrati della pubblica amministrazione, a cui erano delegate varie funzioni.

Tre celeberrimi consoli
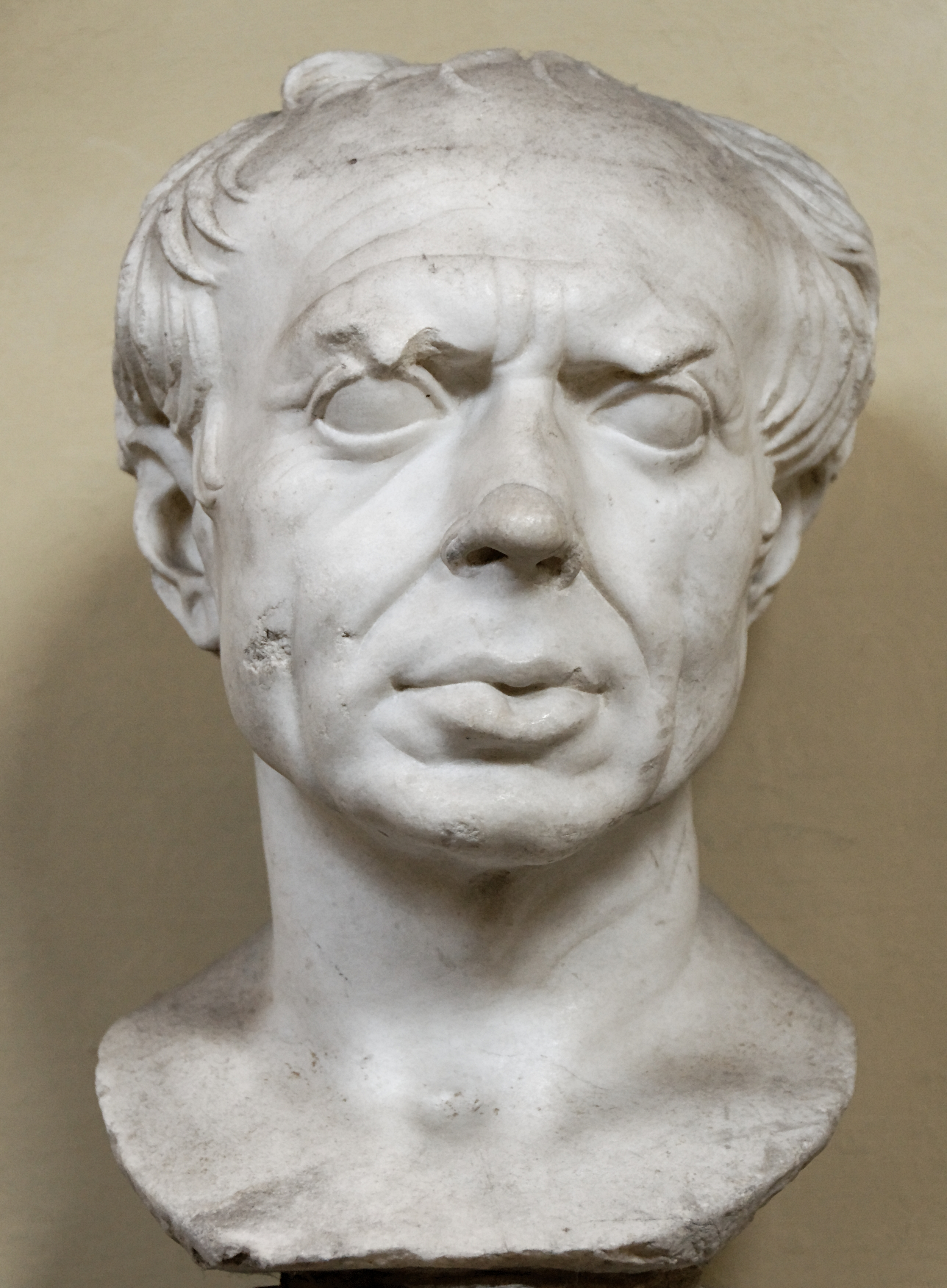
Gaio Mario, sei volte console tra il 108 a.C. e il 100 a.C. (Musei Vaticani).
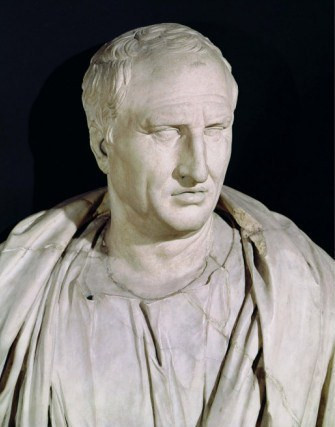
Marco Tullio Cicerone, console nel 63 a.C. (Musei capitolini)

I consoli presiedevano le sedute del Senato romano e le assemblee cittadine, avendo la responsabilità ultima di far rispettare le politiche e le leggi adottate da entrambe le istituzioni. Il console era anche il capo della diplomazia romana, potendo effettuare affari con le popolazioni straniere e facilitando le interazioni tra gli ambasciatori stranieri e il Senato. A fronte di un ordine da parte del senato, il console diveniva responsabile per l'adunata delle truppe ed il comando di un'armata. I consoli, disponendo della suprema autorità in campo militare, dovevano essere dotati di risorse finanziarie adeguate da parte del Senato per condurre e mantenere i loro eserciti. Mentre erano all'estero, il console aveva un potere assoluto sui suoi soldati e su ogni provincia romana. Alla fine del loro mandato, potevano governare importanti province, come proconsoli. Un secondo mandato come console poteva essere svolto solo dopo un intervallo di 10 anni.

#### Censura
Un altro magistrato era il censore, che era preposto al censimento ogni cinque anni, durante il quale poteva nominare nuovi senatori o anche eliminarne di vecchi. Ne venivano eletti due per una durata di diciotto mesi. E poiché la censura era la carica più prestigiosa tra tutte quelle ordinarie, normalmente solo gli ex-consoli potevano ricoprire questo incarico. I censori erano eletti dai comizi centuriati, dopo che i consoli ed i pretori dell'anno avevano iniziato il loro mandato. Dopo che i censori erano stati eletti, i comizi centuriati gli concedevano il potere censorio. Non avevano l'imperium e neppure erano accompagnati dai littori. In aggiunta non avevano il potere di convocare il Senato o le assemblee romane. Tecnicamente essi si trovavano al di sopra di una classifica tra i magistrati ordinari (compresi consoli e pretori). Questa classifica, tuttavia, fu il risultato solo del loro prestigio, piuttosto che sul reale potere che avevano. Dal momento che si poteva abusare facilmente di questa carica (a causa del suo potere su ogni cittadino), venivano eletti solo gli ex consoli (normalmente patrizi).
Questo fu il motivo per cui la carica ebbe un particolare prestigio. Le loro azioni non potevano essere bloccate con il veto, a parte quello dei tribuni della plebe o di un collega censore. Nessun magistrato ordinario poteva, infatti, porre il proprio veto contro un censore, poiché nessun magistrato ordinario gli era tecnicamente superiore per grado. I tribuni, in virtù della loro sacrosanctitas, come rappresentanti del popolo, potevano invece porre il proprio veto contro qualunque atto o chiunque, compresi i censori, i quali, di solito, potevano agire disgiuntamente; nel caso in cui un censore volesse ridurre lo status di cittadino nel corso del censimento, doveva chiedere conferma anche al suo collega, non potendo in questo caso agire da solo. Un censore poteva anche multare un cittadino, o anche vendere le sue proprietà, come punizione per aver eluso un censimento o per aver compiuto una registrazione falsa.
Altre azioni che potevano comportare una pena censoria erano le coltivazioni agricole abbandonate, l'essersi sottratto al servizio militare, la violazione dei doveri civili, gli atti di corruzione o ingenti debiti. Un censore poteva assegnare un cittadino ad un'altra tribù, o mettere una  nota di demerito a fianco del nome del cittadino nel registro del censimento. Più tardi, una legge (leges Clodiae) permise ai semplici cittadini di fare ricorso contro la nota censoria.
Una volta che il censimento veniva completato, veniva predisposta da uno dei censori una cerimonia di purificazione (lustrum), che produceva tipiche preghiere per i cinque anni successivi. Si trattava di una cerimonia religiosa che certificava la fine del censimento, e che avveniva davanti ai comizi centuriati. Ancora i censori avevano numerosi doveri, compresa la gestione degli appalti pubblici e il pagamento di coloro che svolgevano questi lavori per la res publica. Qualsiasi atto generato dal censore che richiedesse una spesa di denaro pubblico (aerarium) doveva ottenere l'approvazione da parte del Senato.

### Magistrature straordinarie

#### Dittatura
|  |  |

In caso di estrema emergenza militare (o per altri motivi), era nominato un dittatore (magister populi) per soli sei mesi. Il potere del dittatore sul governo di Roma era assoluto e non poteva essere controllato da nessuna istituzione o altro magistrato. E se Cicerone e Tito Livio ricordano l'utilizzo dei poteri militari durante una dittatura, altri, come Dionigi di Alicarnasso, ricordano l'utilizzo dei poteri per mantenere l'ordine durante la secessione della plebe. Quando vi era l'estrema necessità di nominare un dittatore, il Senato emetteva un decreto (senatus consultum), che autorizzava i consoli a nominarne uno, il quale si insediava immediatamente. Spesso il dittatore rimaneva in carica fino a quando non era cessato il pericolo, per poi dimettersi e restituendo i poteri concessigli..
I magistrati ordinari (come consoli e pretori) rimanevano in carica, ma perdevano la loro indipendenza poiché diventavano dei subordinati del dittatore. Nel caso in cui avessero disubbidito agli ordini del dittatore, potevano anche essere costretti a dimettersi. E mentre un dittatore poteva ignorare il diritto della Provocatio, questo diritto, così come l'indipendenza dei tribuni della plebe, in teoria continuavano ad esistere anche durante il mandato del dittatore. Il suo potere equivaleva alla somma dei poteri di due consoli insieme, senza alcun controllo sul suo operato da parte di alcun organo di governo. Così, quando vi era questa necessità, era come se per sei mesi Roma tornasse al periodo monarchico, con il dittatore che prendeva il posto dell'antico Rex. Egli era poi accompagnato da ventiquattro littori fuori dal pomerium e dodici al suo interno (esattamente come in precedenza accadde al re), al contrario un console da soli dodici fuori dal pomerium o sei al suo interno. Il normale governo era sciolto e tutto passava nelle mani del dittatore, il quale aveva potere assoluto sulla res publica..
Egli nominava quindi un Magister equitum (comandante della cavalleria) da utilizzare come suo giovane subordinato. Quando le condizioni di emergenza terminavano, il normale governo costituzionale era restaurato. L'ultimo dittatore ordinario che si ricorda venne nominato nel 202 a.C. Dopo questa data le emergenze estreme vennero gestite attraverso un decreto senatoriale (senatus consultum ultimum). Ciò sospendeva il normale governo civile e dichiarava la legge marziale, investendo i due consoli del potere dittatoriale. Ci sono molti motivi per questo cambiamento. Fino al 202 a.C., i dittatori erano spesso nominati per sedare i disordini della plebe. Nel 217 a.C., passò una legge che diede alle assemblee popolari il diritto di nominare i dittatori. Ciò, di fatto, eliminò il monopolio dell'aristocrazia (nobilitas), che vi era stato fino a quel momento. In aggiunta, una serie di leggi vennero approvate, dove posero ulteriori controlli al potere del dittatore.

#### Magister equitum
Ogni dittatore nominava un magister equitum ("comandante della cavalleria"), che lo servisse come suo luogotenente. Egli deteneva un'autorità costituzionale (imperium) pari ad un pretore, e spesso, quando era nominato un dittatore, il senato specificava che doveva essere nominato anche un magister equitum. Egli aveva funzioni similari ad un console, quindi subordinato al dittatore. Quando scadeva il mandato del dittatore, allo stesso modo cessava anche quello del comandante della cavalleria. Spesso il dittatore prendeva il comando della fanteria (quindi delle legioni), mentre al magister equitum rimaneva quello della cavalleria (disposta alle ali dello schieramento romano). Il dittatore non era quindi eletto dal popolo, ma come abbiamo visto sopra da un console. A sua volta il magister equitum era un magistrato nominato direttamente dal dittatore. Tanto che entrambi questi magistrati possono essere definiti come "magistrati straordinari".

### Promagistrature
L'innovazione giuridica della Repubblica romana fu la promagistratura, che venne creata per dare a Roma la possibilità di avere un numero sufficiente di governatori nei territori d'oltremare, invece di dover eleggere altri magistrati ogni anno. I promagistrati erano eletti in seguito ad un senatus consultum; e come tutti gli atti del Senato, queste funzioni non erano del tutto legali e potevano essere sostituiti in sede di assemblee romane, ad esempio, come accadde con Quinto Cecilio Metello Numidico che venne sostituito da Gaio Mario durante la guerra giugurtina. Erano normalmente i propretori (al posto dei pretori) e i proconsoli (al posto dei consoli). Un promagistrato aveva identica autorità del magistrato equivalente, disponeva dello stesso numero di littori, e generalmente deteneva un potere autocratico all'interno della sua provincia, fosse territoriale o diversamente. I promagistrati, di solito, avevano già ricoperto la carica nella quale operavano, sebbene ciò non fosse obbligatorio.

#### Proconsole
Questa magistratura venne creata alla fine del IV secolo a.C. Se una guerra durava molto tempo e venivano richiesti più di due comandanti per l'esercito, i consoli dell'anno precedente rimanevano in carica con gli stessi poteri dei consoli ordinari. Questa abitudine divenne comune durante la guerra contro Annibale; un'innovazione fu la nomina di semplici cittadini, cioè persone che non erano stati consoli, alla carica di proconsole. Publio Cornelio Scipione, che assunse questa carica per condurre la guerra in Spagna (211 a.C.) assunse il proconsolato prima ancora di completare la carriera che lo avrebbe potuto far diventare console. Dal I secolo a.C., gli ex-consoli iniziarono a ricoprire la carica di governatore delle province più importanti come se fossero consoli (per esempio, Giulio Cesare fu console nel 59 a.C. e proconsole della Gallia Cisalpina dal 58 a.C.).
Si trattava di un promagistrato romano, a volte ex console incaricato di governare una provincia romana. Il proconsole era qualcuno che agiva al posto di (pro) un magistrato ufficiale. Aveva tutta l'autorità di un console, ed era in alcuni casi un ex-console la cui carica governatoriale veniva iterata di un altro mandato (prorogatio imperii).

### Altre cariche di prestigio
Altre prestigiose cariche romane, al di fuori del cursus honorum, erano:
- Pontefice massimo (pontifex maximus).
- Princeps senatus (presidente del Senato): carica non ufficiale nel cursus honorum, estremamente prestigiosa per un aristocratico. Il princeps senatus serviva come leader del Senato ed era scelto ogni cinque anni dal paio di Censori, i quali però potevano confermare il precedente per altri cinque anni. Era scelto tra tutti i patrizi che avevano ricoperto il consolato, o meglio ex-censori. La carica permetteva di parlare per primo durante una seduta, o presentando un nuovo magistrato, aprendo e chiudendo le sessioni senatorie, decidendo l'ordine del giorno, dove e quando radunarsi, incontrarsi in nome del senato con ambasciatori stranieri, oltre a scrivere lettere e dispacci per conto del senato. Questa carica non aveva, come nel caso dei tribuni della plebe, un suo imperium, non era scortato da littori e non indossava la toga praetexta.
- Praefectus urbi in origine chiamato custos urbi, non a caso Tito Livio parla di un praefectus urbi il quale in seguito alla cacciata dell'ultimo re di Roma, Tarquinio il Superbo, convocò i comizi centuriati che poi elessero i primi due consoli: Lucio Giunio Bruto e Lucio Tarquinio Collatino.[38]

## Riforma imperiale delcursus honorum
Sotto l'alto Impero, i cittadini furono divisi in tre classi (ordine senatorio, equestre e plebei), e per i membri di ciascuna classe potevano fare una ben distinta carriera politica, chiamata cursus honorum. Le magistrature tradizionali erano disponibili solo per quei cittadini dell'ordine senatorio. Le magistrature che sopravvissero alla fine della Repubblica erano, in ordine di importanza nel cursus honorum: il consolato, la pretura, il tribunato plebeo, l'edilità, la questura e il tribunato militare. Augusto volle distinguere prima di tutto le carriere superiori dalle inferiori. Egli dettò dei parametri d'avanzamento che comunque, in particolare per l'ordine equestre, videro la loro completa definizione a partire da Claudio, se non dai Flavi.

### Riforma dell'ordine senatoriale
Se un individuo non era dell'ordine senatorio, poteva competere per una di queste cariche magistratuali, se gli era permesso dall'imperatore, o in altro modo, poteva essere nominato ad uno di questi uffici dall'imperatore stesso. Riguardo alle cariche del cursus honorum dell'ordine senatorio, possiamo riconoscere in ordine crescente di importanza:

#### Cariche preliminari
- vigintivir, prima carica a partire dalla dinastia dei Flavi. Si trattava di 20 posti disponibili tra:
  - triumviri monetales, preposti al funzionamento ed al controllo della zecca (triumvir aere argento auro flando feriundo);
  - decemviri stilitibus iudicandis, che collaboravano con il pretore nelle cause civili;
  - quattuorviri viarum curandarum, per la manutenzione delle strade all'interno della città di Roma;
  - triumviri capitales, incaricati della pena di morte, che aiutavano il pretore nelle cause penali;
- tribuno laticlavio (uno per legione romana), seconda carica (era la prima all'epoca di Augusto) a partire dai Flavi; oppure praefectus alae come ricorda Svetonio.[39] Svetonio aggiunge che Augusto:

(Svetonio, Augustus, 40.)

#### Cariche magistratuali
- Il primo passo di una carriera politica era l'elezione alla questura (età minima 25 anni),[1] ed i candidati dovevano aver compiuto il ventiquattresimo anno di età. L'elezione alla questura, permetteva di entrare ufficialmente in Senato. Dopo aver servito come questore, dovevano attendere almeno un anno prima di continuare la loro carriera politica ed aspirare ad una carica più elevata.[40] Quando Augusto divenne imperatore, venivano eletti normalmente quaranta questori all'anno, ma Ottaviano preferì ridurre il loro numero a venti.[41] Poi divise il collegio dei questori in due parti, assegnando ad una parte il compito di servire nelle province senatoriali (come legatus di un proconsole[42]), all'altro di gestire l'amministrazione civile a Roma.[42][43] I questori che vennero assegnati alle province (quaestores pro praetore) gestivano le finanze provinciali date dal senato o dall'imperatore. I due questori urbani (quaestores urbani) avevano autorità sul tesoro in Roma (aerarium Saturni), che fungeva sia da deposito per i fondi statali, sia per i documenti ufficiali. Nel 56, i questori persero la loro autorità sul tesoro statale, ma mantennero quella sulla custodia dei documenti ufficiali.[43]
- Il gradino successivo nella carriera politica del principato era quello di edile (6 posti) o di tribuno della plebe (10 posti):[40][42]
  - Sotto l'Impero, i tribuni della plebe mantennero la sacrosanctitas,[41] e, in teoria almeno, il potere di convocare, o di porre il veto, su senato e assemblee.[41] L'imperatore, che anch'egli deteneva la tribunicia potestas, era a capo del collegio dei tribuni, e se tecnicamente ciascun tribuno poteva porre il proprio veto contro un collega, nessun tribuno poteva opporsi ad una decisione dell'imperatore. Con quest'ultimo non esisteva alcun veto. Anche il potere del tribuno sulle assemblee romane non aveva più significato, poiché le stesse avevano ormai perduto tutti i loro antichi poteri. Il solo potere reale che avevano era quello di porre il proprio veto contro il Senato. I tribuni avevano anche il potere di infliggere ammende, ed i cittadini potevano sempre chiedere loro di impugnare decisioni ingiuste sia in sede penale che civile.[41]
  - Giulio Cesare aveva incrementato il numero di edili a sei, e se Augusto lo mantenne invariato, dispose che perdessero il controllo sugli approvvigionamenti del grano, a vantaggio di altri magistrati. Fu solo dopo aver perso il potere di mantenere l'ordine in città, che questi divennero privi di potere e la magistratura scomparve del tutto nel corso del III secolo.[41]
- Dopo aver ricoperto l'ufficio di edile o tribuno della plebe, si doveva attendere un altro anno prima di accedere alla carica più elevata di pretore (da 12 a 18 posti).[40][42] I patrizi potevano accedere direttamente (facendo parte della nobilitas ed essendo esentati dal dover ricoprire la carica di edile o tribuno della plebe[42]) all'elezione di pretore, subito dopo quella di questore,[40] senza dover ricoprire in precedenza la carica di tribuno o edile. Comunque non potevano accedere alla pretura prima dei trent'anni,[42] che fossero patrizi o plebei. I pretori persero una buona parte del loro potere, avendo poca autorità al di fuori della città.[44] Il pretore di Roma, il praetor urbis, venne posto al di sopra di tutti gli altri pretori. Per un breve periodo, alla pretura venne affidato il tesoro (aerarium).[44] Giulio Cesare aveva incrementato il loro numero fino a sedici,[45] ma poi Augusto lo aveva ridotto a dodici. Sotto Claudio il numero raggiunse il suo massimo con diciotto.[44] I pretori presiedettero la giuria nei "tribunali permanenti" (quaestio perpetua).[44] L'irrilevanza della pretura divenne evidente quando l'imperatore Adriano emanò un decreto (edictum perpetuum),[44] che spogliava i pretori della loro autorità di emettere editti e trasferire la maggior parte delle loro competenze giudiziarie ai Consoli o ai giudici dei tribunali distrettuali. Dopo aver ricoperto la pretura, alcuni ricoprirono ruoli (in ordine crescente) di:
  - legatus legionis (da 22 a 28 posti, uno per legione);[42]
  - proconsul di una provincia senatoria (8-9 posti);[42]
  - legatus Augusti pro praetore di una provincia imperiale con una sola legione (da 1 a 7 posti).[42]
- Due anni dopo aver ricoperto la carica di pretore, i candidati potevano ora accedere al consolato, tanto che la loro candidatura non poteva avvenire prima di aver compiuto i trentatré anni di età.[40] Al termine del loro mandato, i magistrati potevano correre di nuovo per la stessa carica quasi subito.[40] Durante il passaggio dalla Repubblica all'Impero, nessuna magistratura perse più potere del consolato, e ciò fu dovuto al fatto che i suoi principali poteri repubblicani vennero trasferiti a quelli dell'Imperatore. Il consolato perse, inoltre, ulteriormente prestigio per il fatto che i consoli dovevano dare le dimissioni prima del termine del mandato; o che venissero nominati dall'imperatore prima del termine (33 anni), indebolendo di fatto la loro indipendenza ed il prestigio. I consoli imperiali potevano ora presiedere il Senato, legiferare come giudici in certe cause penali e avevano il controllo sopra gli spettacoli pubblici, ma l'autorità consolare non si estendeva mai al di là della amministrazione civile in Italia o nelle province senatoriali.[45] Dopo aver ottenuto il primo consolato (di solito come consul suffectus), si poteva accedere alla carica (in ordine crescente) di:
  - curator aquarum (curatore degli acquedotti),[42] oppure curator dell'alveo del Tevere e delle fognature della città di Roma,[46] oppure degli edifici sacri,[47] ecc.;
  - legatus Augusti pro praetore di una provincia imperiale con almeno due legioni (da 7 a 10 posti).[42]
  - proconsul delle province senatorie di Asia oppure d'Africa proconsolare (2 posti);[42]
  - praefectus Urbi (prefetto della città di Roma), normalmente dopo un secondo consolato (che in questo caso era come consul ordinarius).[42]

Qui di seguito trovate alcuni esempi:
(Iscrizione proveniente dalla Regio IV Samnium, Correse, AE 1980, 357.)

#### Altre cariche onorifiche
Altre cariche onorifiche riguardavano i collegi sacerdotali minori della religione romana, poiché all'Imperatore romano era attribuita la carica di pontifex maximus.

### Riforma dell'ordine equestre
La carriera equestre era gerarchizzata in funzione delle retribuzioni percepite e del rango corrispondente: LX (sexagenario), C (centenario), CC (ducenario), CCC (tricenario), che corrispondevano al reddito annuo percepito rispettivamente di 60.000, 100.000, 200.000 o 300.000 sesterzi annui.

#### Milizie equestri
Riguardo alle cariche del cursus honorum dei cavalieri (ordine equestre), la carriera militare iniziava normalmente come praefectus di qualche coorte di fanteria ausiliaria. Si poteva accedere dal centurionato come primus pilus oppure direttamente come appartenente all'ordine equestre. Il percorso iniziale, istituito da Claudio, era noto con il nome di tres militiae e comprendeva pertanto almeno un anno per ciascun incarico:
- praefectus cohortis quingenaria di fanteria o mista;[52][53]
- tribunus angusticlavius di legione[52] oppure tribunus cohortis milliariae;[53]
- praefectus alae quingenaria di cavalleria;[52][53]
- praefectus alae milliariae di cavalleria (a volte un quarto incarico militare).[52][53]

#### Procuratele
Come grado intermedio della carriera equestre vi erano le procuratele: di carattere palatino (uffici di Roma) e di diversa natura, cancelleresco o tributario (es.a studiis, ab epistulis, XX hereditatium), finanziario provinciale (di maggior rango in province con più di una legione es. Duarum Germaniarum, Syria, ecc.) e presidiale (di maggior rango in province con più auxilia es. Mauretania, Rezia, ecc).

#### Prefetture
All'ultimo gradino delle cariche equestri vi erano le prefetture, che costituivano il cosiddetto Fastigium equestre, cioè l'apice della carriera di un cavaliere.
- le flotte (praefectus classis);[52]
- i vigili delle caserme di Roma (praefectus Vigilum);[52][53]
- l'Annona (Praefectus annonae);[52][53]
- la provincia d'Egitto (praefectus Alexandreae et Aegypti)[52][53] e più tardi quella di Mesopotamia (praefectus Mesopotamiae);
- la guardia pretoriana (praefectus praetorio).[52][53]

Qui di seguito trovate alcuni esempi:
(Iscrizione proveniente dalla provincia d'Acaia, Corinto, AE 1934, 2.)
(Iscrizione proveniente dalla provincia d'Egitto, Alessandria d'Egitto, AE 1893, 91.)